# RED-Tabara
RED-Tabara ou Red Tabara, signifiant Résistance pour un État de Droit au Burundi, est une faction armée burundaise particulièrement active depuis le début de la crise politique de 2015,. Il s'oppose au régime en place ainsi qu'aux milices à son service dont les Imbonerakure. Le groupe est installé dans le Sud-Kivu, en république démocratique du Congo, non loin du Burundi. L'objectif du groupe est le renversement du régime du Conseil national pour la défense de la démocratie – Forces de défense de la démocratie (CNDD-FDD) au pouvoir au Burundi.
En février 2016, Melchiade Biremba serait le chef des Red Tabara.
En novembre 2016, selon des observateurs, les Red Tabara représentent le mouvement le plus important en nombre de combattants (devant les Forces nationales de libération et les Forces populaires du Burundi) mais également le moins opérationnel. RED-Tabara bénéficie à cette époque du soutien du Rwanda.
Entre 2021 et 2023, RED-Tabara est peu actif.
Le 20 décembre 2023, les RED-Tabara attaquent un poste-frontière à Gatumba entre la république démocratique du Congo (RDC) et le Burundi. L'attaque fait 20 morts selon le gouvernement burundais. Le président burundais Évariste Ndayishimiye accuse le Rwanda de soutenir RED-Tabara sans apporter de preuve de ce soutien. En janvier 2024, le Burundi ferme sa frontière avec le Rwanda arguant du soutien que le Rwanda apporte aux ennemis du Burundi et annonce l'expulsion de citoyens rwandais ainsi que la rupture des relations diplomatiques,. En janvier 2024, les RED-Tabara sont considérés comme un groupe capable de mener une guerilla contre le régime burundais avec des attaques épisodiques mais pas d'inquiéter sérieusement le pouvoir à Bujumbura.
En février 2024, les RED-Tabara attaque la ville de Buringa au Burundi. Le bilan de cette attaque est incertain. Le gouvernement burundais considère que 9 civils sont morts, alors que la rébellion annonce 6 soldats tués dans deux attaques sur des positions militaires. Les miliciens de RED-Tabara seraient arrivés de RDC alors que l'armée burundaise a justement placé 3 bataillons dans la zone pour empêcher ces infiltrations.